# Serjania hamuligera
Serjania hamuligera är en kinesträdsväxtart som beskrevs av Ludwig Radlkofer. Serjania hamuligera ingår i släktet Serjania och familjen kinesträdsväxter. Inga underarter finns listade i Catalogue of Life.